# Кусін (потік)
Кусін (словац. Kusín) — річка в Словаччині, впадає до водосховища Земплінська Ширава, протікає в округах Гуменне і Михайлівці.
Довжина приблизно 5,2-5,3 км. Витік знаходиться в масиві Вигорлат на висоті близько 595 метрів. Протікає територією сіл Валашковці і  Кусін..